# Māori Land Rights Movement
Die Māori Land Rights Movement (1975–1984) (deutsch: Maori-Land-Rechte-Bewegung) war die erste soziale Bewegung der Māori Neuseelands. Sie entstand aus dem Frust und dem Ärger über Enteignung und Landnahme von Māori-Land durch die Pākehā, die europäisch-stämmigen Neuseeländer und wurde verstärkt durch die täglichen Diskriminierungen, die ihnen durch die Pākehā widerfuhren. Als Startpunkt der Bewegung wird allgemein der Māori-Landmarsch von 1975 angesehen. Die Wurzeln der Bewegung reichten aber zurück bis in die 1950er, in denen neue Gesetze weiteren Landraub möglich machten.

## Hintergrund

### Situation bis 1950
In der voreuropäischen Zeit Neuseelands war das Land, basierend auf den Traditionen der Māori, im Besitz der verschiedenen Iwi (Stämme), Hapū (Unterstämme) und war kommunal organisiert. Nach der Unterzeichnung des Treaty of Waitangi im Jahr 1840, nutzte die britische Krone zwei Methoden, um an Māori-Land zu kommen, durch legalen Kauf und durch Konfiszierung (Māori: Raupatu). Letztere Methode wurde ausgiebig angewandt, wenn Māori sich aus Sicht der Krone fehlverhielten.
1862, dem Jahr, als der Native Lands Act verabschiedet wurde, befand sich bereits 2/3 des gesamten Landes nicht mehr in der Hand der Māori. Damit waren sie 22 Jahre nach der Unterzeichnung des Treaty of Waitangi als Ureinwohner des Inselstaates mehrheitlich nicht mehr im Besitz ihres Landes. Mit dem Native Lands Act wurde der Native Land Court eingerichtet, der 1947 in Māori Land Court umbenannt wurde. Aufgabe des Gerichtes war, Besitzrechte zu ermitteln und allgemeine Besitzrechte in einzelne Titel zu ändern. Dies erleichterte den weiteren Verkauf an Māori-Land, denn einzelne Besitzer waren leichter zum Verkauf zu bewegen als Volksstämme oder deren Untergliederungen. Mit dem New Zealand Settlements Act, der im Jahr 1863 Rechtsgültigkeit erlangte, war die Regierung schließlich in der Lage, Land ohne Kompensation zu konfiszieren. Teile der Regionen von Taranaki, Waikato, Hawke’s Bay und der südliche Teil von Auckland kamen so in den Besitz der Krone.

### Situation ab 1950
Anfang der 1950er gab die damalige neuseeländische Regierung vor, Māori-Land besser schützen zu wollen, und beschloss mit den beiden Gesetzen, dem Māori Affairs Act 1953 und dem Māori Trustee Act 1953, eine Landreform, die den Schutz vor Landnahme angeblich besser gewährleisten sollte. Doch mit diesen Gesetzen schuf die Regierung unter Premierminister Sidney Holland von der National Party 1953 u. a. die Möglichkeit, sogenanntes unproduktives Māori-Land einer Nutzung zuzuführen. Jeder konnte nun wirtschaftlich ungenutztes Land dem Māori Land Court anzeigen, sich bewerben und das Land über einen eingesetzten Treuhänder pachten.
1967 folgte mit dem Māori Affairs Amendement Act 1967 eine weitere einschneidende Maßnahme für die indigenen Landbesitzer. Das Gesetz sah vor, dass freies Māori-Land, das im Besitz von weniger als fünf Leuten war, in allgemeines Land umgewidmet werden sollte. Es förderte weiter die Macht und den Einfluss von Māori-Treuhändern, die zwangsweise Māori-Land erwerben und sogenanntes unwirtschaftliche Land verkaufen konnten. Dies war ein weiterer Baustein in der Serie von Gesetzen, die Enteignung und Landnahme forcierten. Das Gesetz wurde von der Regierung unter Premierminister Keith Holyoake von der National Party beschlossen und zog heftige Proteste und Demonstrationen nach sich.

### Treaty of Waitangi Act 1975
Die Labour-Regierungen (1972–1975) unter Norman Kirk und Bill Rowling versuchten dem Treaty of Waitangi seine Bedeutung wieder zurückzugeben und Beachtung zu verleihen und dies damit erstmals nach seinem 135-jährigen Bestehen. Mit dem New Zealand Day Act 1973 verhalfen sie 1973 dem Waitangi Day, dem Jahrestag der Vertragsunterzeichnung, zum nationalen Feiertag und mit dem Treaty of Waitangi Act 1975 richteten sie 1975 das Waitangi Tribunal ein. Das Tribunal sollte einerseits Verstöße gegen den Treaty of Waitangi untersuchen und anderseits die Regierung mit Empfehlungen unterstützen, um begangenes Unrecht, wie Enteignung und unrechtmäßige Landnahme, per Gesetz wieder gutmachen zu können.

## Wurzeln der Bewegung
Um die Zeit des Zweiten Weltkriegs, spätestens aber ab den 1950ern, zogen Māori verstärkt von ihren angestammten ländlichen Gebieten fort, hin zu den stetig wachsenden Städten, in denen sie vor 1945 lediglich einen Bevölkerungsanteil von 10 % stellten. Das engere Zusammenleben zwischen Māori und Pākehā führte zu Spannungen, Vorurteilen und zur Diskriminierung der maorischen Minderheiten. Schlechte Wohnsituationen, Arbeitslosigkeit, Alkoholismus, Gewalt und Kriminalität auf Seiten der Māori kennzeichneten die Entwicklung. Verschiedene Gruppen und Organisationen bildeten sich, um der Entwicklung gegen zu steuern. Die Bekannteste unter ihnen war die Māori Women’s Welfare League, 1951 unter Mitwirkung von Whina Cooper gegründet, war sie die erste landesweit organisierte Gruppe, die sich intensiv um die sozialen Belange der Māori kümmerte und den Protest und die politischen Forderungen in die Politik hineintrug.
1962 wurde der Māori Council als Beratungsorgan für die Regierung gebildet. Mit dem Rat und auch mit der Māori Women's Welfare League glaubte man, die Probleme der Māori ins Parlament tragen und gemeinsam lösen zu können. Wie auch in den Generation davor, in denen Verhandlungen mit Pākehā stets von Chiefs, Weissagern, charismatischen Führern und von einer gebildeten Elite geführt wurden, waren beide Institutionen von elitären Führung geprägt, die die Jüngeren nicht mehr in dem Maße erreichen konnten. 1968 bildeten sich zwei Gruppen namens Te Hokioi und Māori Organisation on Human Rights (MOOHR) in Wellington. Erstere, radikal und den Kampf gegen Unterdrückung sowie dem Klassenkampf verpflichtet, letztere humanistisch ausgerichtet und über den Schwerpunkt Verteidigung der Menschenrechte sich ebenfalls gegen die Ungerechtigkeit und Unterdrückung einsetzend, machten beide Bewegungen die Pākehā-Dominanz für alle Probleme der Māori verantwortlich. In einem Newsletter im August 1971 stellte MOOHR klar, dass „die Bewegungen für die Rechte der Māori so lange weiter gehen werden, so lange sich Māori von der Pākehā-dominierten Regierungen unterdrückt fühlen“. Die Gruppe, die 1970 auf einer Konferenz der Jungen Māori Führer in der University of Auckland mit dem Namen Nga Tamatoa (deutsch: Die jungen Krieger) gegründet wurde, ergänzte das Spektrum der Bewegung.

## Beginn und Verlauf der Bewegung
1975, nach 135 Jahren britischer Kolonisation, besaßen die Māori von den 66 Mill. Acre Land Neuseelands gerade mal noch 2,5 Mill. Acre. Die Furcht, landlos im eigenen Land zu werden, war groß und deshalb empfanden viele, dass die Zeit zum Handeln reif war.

### Māori Landmarsch
→ siehe Hauptartikel: Māori-Landmarsch von 1975
Im Februar 1975 bildete sich in Auckland eine politische Gruppe mit dem Ziel, schwerpunktmäßig für die Landrechte der Māori zu kämpfen und sich der fortschreitenden Enteignung entgegenzusetzen. Te Roopu Ote Matakite (deutsch: Die Leute mit Weitblick) bestand mehrheitlich aus jungen radikaleren Leuten, die Taten sehen wollten. Sie gewannen Whina Cooper, die wegen ihres mana o kaumātua (deutsch: Ausstrahlung, spirituelle Kraft und Autorität einer Älteren) geschätzt wurde, einen Protestmarsch nach Wellington anzuführen.
Der Protestmarsch, geführt mit dem Slogan „Not One More Acre of Māori Land“ (deutsch: Keinen weiteren Acre Maori-Land), begann am Sonntag, den 14. September 1975 in Te Hapua, im nördlichsten Zipfel von Neuseeland und endete nach 29 Tagen und über 1.000 km Fußmarsch auf den Stufen des Parlamentsgebäudes, um den Memorial of Right inklusive 60.000 Unterschriften dem damaligen Premierminister Bill Rowling zu übergeben. Dieser Marsch, der landesweite Bedeutung und eine große Öffentlichkeit erlangte, gilt allgemein als Beginn des Māori Land Rights Movement.

### Bastion Point
Ein weiterer bedeutsamer Meilenstein in der Protestbewegung für die Landrechte war die Besetzung des Bastion Point 1977 in Auckland. 280 ha Land, ursprünglich im Besitz des Iwi Ngāti Whātua und 1873 durch den Native Land Court als nicht übertragbar erklärt, war 1959 gänzlich dem Stamm entzogen und zu öffentlichem Land erklärt worden. Die Ngāti Whātua waren nun Mieter auf ihrem einstigen Besitz. Alle Bemühungen zwischen 1912 und 1951, auf legalem Weg ihr Land zurückzubekommen, waren fehlgeschlagen. Als aber 1976 der Plan bekannt wurde, Häuser und einen Park für Wohlhabende auf ihrem ehemaligen Besitz zu errichten, beschloss das neu gegründete Orakei Action Committee im Januar 1977, das Land zu besetzen.
Die Besetzung erfolgte am 5. Januar 1977 mit 150 Demonstranten, unterstützt von Ngati Whatua, von Gewerkschaftern und der Matakite-Bewegung und endete nach 506 Tagen durch eine Räumung am 25. Mai 1988 durch Polizei mit Unterstützung durch das Militär. An diesem Tag demonstrierte die neuseeländische Regierung unter Premierminister Robert Muldoon von der National Party ihre Staatsgewalt, dessen Anrücken ein Fernsehkommentator mit den Worten kommentierte: „... a mass of series of convoys looked more like a scene from the World War Two movies ...“ (deutsch: „... eine massive Serie an Konvois sah mehr wie eine Szene von Zweiten Weltkriegsfilmen aus ...“).

### Weitere Ereignisse
Ein weiterer Protest entzündete sich 1978 in Reglan. Das Land, welches während des Zweiten Weltkriegs als militärischer Flughafen genutzt worden war, sollte nach dem Rückbau 1969 nicht an die Tainui Awhiro zurückgegeben werden. Stattdessen gestaltete man das Gelände zu einem Golfplatz um. Inspiriert von dem Protest um den Bastion Point, verfolgte man auch hier über die Besetzung des Landes die Strategie des direkten Weges.
Unter den vielen Gruppen, die sich Anfang der 1980er gründeten, waren das Waitangi Action Committee (WAC) (1981) die Māori People's Liberation Movement of Aotearoa (MPLMA) und Black Women, die bestimmenden Gruppen in den politischen Aktivitäten der Māori. Neben dem Kampf gegen Rassismus, Sexismus, Kapitalismus und Unterdrückung bezeichneten sie den Treaty of Waitangi als eine Betrügerei und schimpften ihn „cheaty of Waitangi“ (deutsch: Beschiss von Waitangi). Die WAC rief öffentlich zum Boykott der Feierlichkeiten zum Waitangi Day auf und veranstalteten jährlich Protestmärsche zu den verschiedensten Marae. Sie brachten die Vertreter der Kīngitanga (deutsch: Māori-König-Bewegung) und der Kotahitanga (deutsch: Bewegung für Autonomie/Selbstverwaltung)  zusammen und veranstalteten 1984 einen Protestmarsch nach Waitangi.

## Ende der Bewegung
Mitte der 1980er setzte sich in den sozialen Bewegungen der Māori die Suche nach der kulturellen Identität ihres Volkes durch. Die kulturelle Vorherrschaft der Pākehā schien mit ihren Unterdrückungsmechanismen erfolgreich zu sein. Der galt es sich nun zu wehren. Doch die Identitätssuche in Māoritanga (deutsch: Māori Kultur, Praktiken und Glaube) führte zu kulturellem Nationalismus als Ideologie und weg von politischem Handeln und Gestalten.